# Лапино (Рыбинский район)
Ла́пино — деревня Ломовского сельского округа в Октябрьском сельском поселении Рыбинского района Ярославской области.
Деревня расположена на спускающемся к реке склоне, на удалении около 1 км от левого берега реки Малая Эдома. На расстоянии около 2 км выше по течению стоит деревня Антипино, к которой ведёт просёлочная дорога и через которую можно попасть на автомобильную дорогу, связывающую посёлок Лом с автомобильной дорогой P151 Ярославль—Рыбинск. На противоположном правом берегу Малой Эдомы напротив Лапино стоят две деревни: Якушево и Сидорово. Примерно в 2 км ниже по течению на том же берегу стоит деревня Ерофеево, к которой от Лапино идёт лесная дорога. Ерофеево находится уже в Тутаевском районе .
Деревня Лапина указана на плане Генерального межевания Борисоглебского уезда 1792 года. С северо-запада к ней непосредственно примыкала деревня Карповское. По сведениям 1859 года деревни Лапино и Карповское относились к Романово-Борисоглебскому уезду .
На 1 января 2007 года в деревне не числилось постоянных жителей. Почтовое отделение посёлка Лом обслуживает в деревне 1 дом .